# Spelocteniza ashmolei
Espèce
Spelocteniza ashmolei est une espèce d'araignées mygalomorphes de la famille des Microstigmatidae.

## Distribution
Cette espèce est endémique de la province de Morona-Santiago en Équateur,. Elle se rencontre dans la grotte Cueva de los Tayos.

## Description
La femelle holotype mesure 7,3 mm.

## Systématique et taxinomie
Cette espèce a été décrite par Gertsch en 1982.

## Étymologie
Cette espèce est nommée en l'honneur de Nelson Philip Ashmole.

## Publication originale
- Gertsch, 1982 : « The troglobitic mygalomorphs of the Americas (Arachnida, Araneae). » Association for Mexican Cave Studies Bulletin, no 8, p. 79-94.